# Fjällsotmossa
Fjällsotmossa (Andreaea blyttii) är en bladmossart som beskrevs av W. P. Schimper in B.S.G. 1855. Fjällsotmossa ingår i släktet sotmossor, och familjen Andreaeaceae. Enligt den finländska rödlistan är arten nära hotad i Finland. Arten är reproducerande i Sverige. Artens livsmiljö är fjällklippor, block- och stenmarker. Inga underarter finns listade i Catalogue of Life.